# Растоке
45°07′ пн. ш. 15°35′ сх. д. / 45.12° пн. ш. 15.58° сх. д.
Растоке (хорв. Rastoke) — населений пункт у Хорватії, в Карловацькій жупанії у складі міста Слунь.

## Населення
Населення за даними перепису 2011 року становило 50 осіб.
Динаміка чисельності населення поселення: